# Кућа у Ул. Стеријиној бр. 11
Кућа у Ул. Стеријиној бр. 11 у Вршцу, представља непокретно културно добро као споменик културе.
Кућа у којој је живео, радио и умро Јован Стерија Поповић, налази се у истоименој улици. Приземна је, зидана у опеци, малтерисана и кречена, прозори и врата су бојени масном бојом. Својим калканом излази на улицу и чини главну фасаду. Фасада има један двокрилни прозор, према суседу један плитак пиластер и лепо обликован венац изнад кога има ред црепова. Овај венац одваја тавански калкан на коме се налази мали усечени четвртасти тавански прозор. 
Кућа поседује само три одељења која су везана између себе вратима. Крајње одељење према дворишту подељено је преградним зидом на још једно мање одељење које нема директно осветљење. У овој просторији под је од бетона. У два предња одељења под је бродски. У кућу се улази кроз велику трокрилну капију и широки ходник нове куће која се прислања односно која има заједнички зид са старом кућом. Нова кућа дозидана је вероватно касније и сем једног калканског зида немају ничег заједничког. Стара кућа, односно кућа Ј.С. Поповића служи данас за становање.